# Strada statale 336 dell’Aeroporto della Malpensa
Die Strada statale 336 „dell’Aeroporto della Malpensa“ ist eine italienische Staatsstraße.

## Geschichte
Die Straße wurde 1962 als Staatsstraße gewidmet und erhielt die Nummer 336 und die Bezeichnung „dell’Aeroporto della Malpensa“.

## Verlauf
Die SS 336 fängt bei der A8 an dem Autobahnanschluss Busto Arsizio und führt als Autobahnähnliche Straße nach Westen bis zum Flughafen Malpensa. Dort geht die Schnellstraße weiter als SS 336 dir, während die SS 336, nun als 1x1 ausgebaute Nebenstraße, führt in Richtung Norden nach Somma Lombardo, und weiter wieder nach Westen. Nach dem Ticino führt sie in Piemont, wo sie nach einigen Kilometern an der Staatsstraße 32 bei Varallo Pombia endet.